# Brachyhypopomus
Els brachyhypopomus són un gènere de peixos elèctrics de la família dels hypopomides originari de les zones tropicals i subtropicals de l'Amèrica del Sud (al sud de la conca del Riu de la Plata), excepte el B. occidentalis, que també es pot trobar a Panamà i Costa Rica. Es troben en una àmplia gamma d'hàbitats d'aigua dolça estàtica o de flux lent, com ara vores de rius, rierols, planes inundables i pantans, però estan absents dels canals fluvials profunds. Hi ha espècies tant en aigües ben oxigenades com en aigües poc oxigenades, en les quals, les espècies que hi viuen presenten certes adaptacions que els permeten viure-hi, com ara brànquies més grans o la capacitat d'engolir aire directament de la superfície. Els Brachyhypopomus s'alimenten de petits invertebrats i ho solen fer de nit.
Són peixos de mida petita a mitjana, de 12–46 cm (4.7–18.1 in) de longitud en funció de l'espècie. En general, les diferents espècies es distingeixen per la seva morfometria i merística. Els peixos d'aquest gènere poden variar en la tonalitat i els patrons del seu color marró, el qual els permet camuflar-se; durant la nit, però canvien de color i es tornen pàl·lids. Els Brachyhypopomus són molt semblants als Microsternarchus i als Procerusternarchus.

## Espècies
Actualment hi ha 28 espècies reconegudes d'aquest gènere:
- Brachyhypopomus alberti Crampton, de Santana, Waddell & Lovejoy, 2016[3]
- Brachyhypopomus arrayae Crampton, de Santana, Waddell & Lovejoy, 2016[3]
- Brachyhypopomus batesi Crampton, de Santana, Waddell & Lovejoy, 2016[3]
- Brachyhypopomus beebei (L.P. Schultz, 1944)
- Brachyhypopomus belindae Crampton, de Santana, Waddell & Lovejoy, 2016[3]
- Brachyhypopomus benjamini Crampton, de Santana, Waddell & Lovejoy, 2016[3]
- Brachyhypopomus bennetti Sullivan, Zuanon & Cox-Fernandes, 2013[6]
- Brachyhypopomus bombilla Loureiro & AC Silva, 2006
- Brachyhypopomus brevirostris (Steindachner, 1868)
- Brachyhypopomus bullocki Sullivan & Hopkins, 2009
- Brachyhypopomus cunia Crampton, de Santana, Waddell & Lovejoy, 2016[3]
- Brachyhypopomus diazae (Fernández-Yépez, 1972)
- Brachyhypopomus draco Giora, LR Malabarba & Crampton, 2008
- Brachyhypopomus flavipomus Crampton, de Santana, Waddell & Lovejoy, 2016[3]
- Brachyhypopomus gauderio (abans Brachyhypopomus pinnicaudatus) Giora & LR Malabarba, 2009
- Brachyhypopomus hamiltoni Crampton, de Santana, Waddell & Lovejoy, 2016[3]
- Brachyhypopomus hendersoni Crampton, de Santana, Waddell & Lovejoy, 2016[3]
- Brachyhypopomus janeiroensis (W.J.E.M. Costa & Campos-da-Paz, 1992)
- Brachyhypopomus jureiae Triques i Khamis, 2003
- Brachyhypopomus menezesi Crampton, de Santana, Waddell & Lovejoy, 2016[3]
- Brachyhypopomus occidentalis (Regan, 1914)
- Brachyhypopomus palenque Crampton, de Santana, Waddell & Lovejoy, 2016[3]
- Brachyhypopomus provenzanoi Crampton, de Santana, Waddell & Lovejoy, 2016[3]
- Brachyhypopomus regani Crampton, de Santana, Waddell & Lovejoy, 2016[3]
- Brachyhypopomus sullivani Crampton, de Santana, Waddell & Lovejoy, 2016[3]
- Brachyhypopomus verdii Crampton, de Santana, Waddell & Lovejoy, 2016[3]
- Brachyhypopomus walteri Sullivan, Zuanon & Cox-Fernandes, 2013[6]